# Торрі Вілсон
Торрі Енн Вілсон (англ. Torrie Anne Wilson, нар. 24 липня 1975) — американська професійна реслерка і модель. Здобула популярність завдяки виступам у федераціях рестлінгу World Championship Wrestling (WCW) і World Wrestling Entertainment (WWE), де працювала як у бренді Raw, так і в SmackDown!. 1998 року Вілсон стала переможницею конкурсу з фітнесу Міс Галактика (англ. Miss Galaxy). Невдовзі після завоювання цього титулу вона підписала контракт з World Championship Wrestling, де пропрацювала з 1999 по 2000 рік. У 2001 році підписала контракт з World Wrestling Federation (WWF).
Крім рестлінгу, Вілсон двічі знімалася для журналу Playboy. Її фотографії також з'являлися на обкладинці FHM і журналів з фітнесу, таких як: Ironman, Oxygen, Physical, Planet Muscle та інших.

## Життєпис
Торрі Вілсон народилася в місті Бойсе (штат Айдахо, США). За її словами, в дитинстві вона була дуже сором'язливою дитиною. У школі Торрі займалася легкою атлетикою, танцями і чирлідингом. Під час другого року навчання в середній школі мати Торі запропонувала їй звернути увагу на модельний бізнес. Вони відвідали модельне агентство, де Торрі сказали, що якщо вона хоче стати моделлю, то має зменшити вагу. У процесі схуднення вона почала страждати на анорексію та булімію й відчувала ці проблеми з 14 до 20 років.
Після того, як Вілсон впоралася з цими розладами, вона почала займатися фітнесом. Торрі стала їсти по шість разів на день і займатися на тренуваннях. На першому конкурсі краси, в якому Вілсон взяла участь, вона посіла третє місце. У 1988 році вона взяла участь у конкурсі Міс Галактика, де стала переможницею. Після цього вона деякий час працювала в Extreme Fitness Team. Пізніше Вілсон взяла участь у жіночому чемпіонаті Tri-Fitness, де в конкурсі Grace and Physique посіла перше місце. Наприкінці 2008 року Вілсон переїхала до Лос-Анджелеса, плануючи стати актрисою. Вона почала відвідувати курси акторської майстерності і познайомилася з агентом, який допоміг їй отримати кілька невеликих ролей.

## Кар'єра в рестлінгу

### World Championship Wrestling (1999—2000)
Вілсон почала займатися рестлінгом після того, як 1999 року разом зі своїм хлопцем відвідала шоу WCW. Там вона потрапила за лаштунки, де їй запропонували супроводжувати Скотта Штайнера під час його виходу на ринг. Пізніше Кевін Неш проявив інтерес у створенні сюжетної лінії з її участю. У WCW Торі дебютувала під ім'ям Саманта. Згідно з сюжетною лінією, її запросило угрупування New World Order (nWo), щоб спокусити Девіда Флера і направити його проти батька, Ріка Флэра. 21 лютого 1999 року, на шоу SuperBrawl IX, проходив поєдинок між Галком Гоганом і Ріком Флером за чемпіонський титул. Спочатку в нього втрутилася Вілсон, яка вийшла до рингу і кілька разів вдарила Флера в обличчя, а через деякий час Девід завадив своєму батькові виконати больовий прийом проти Гогана, вивівши його з ладу тазером. На шоу Bash at the Beach Торрі грала роль помічниці Флера, який зміг виграти титул чемпіона США у важкій вазі WCW у Діна Маленко.
Після цього вона деякий час не брала участь у телевізійних шоу WCW, а восени 1999 року повернулася під своїм справжнім ім'ям. Вілсон стала менеджером Біллі Кідмана і його товаришів по угрупованню Filthy Animals. У підсумку її втягнули у ворожнечу Animals з угрупованням Revolution. У листопаді в одній з відео врізок шоу «Kidcam» — прихованої камери, яка знімає за лаштунками, було показано поцілунок Вілсон і Едді Герреро, що призвело до ворожнечі між Кідманом і Герреро. Після цього Вілсон знову на деякий час зникла з телевізійних шоу WCW. 19 січня 2000 року вона знову повернулася, а у квітні 2000 року Кідман і Вілсон приєдналися до угруповання New Blood і стали відігравати роль поганих персонажів. У рамках нової сюжетної лінії Кідман став ревнувати Вілсон до члена New Blood Гораса Гогана. У червні на шоу Great American Bash Торрі вдарила Кідмана, що призвело до поразки останнього від Галка Гогана. Після цього вона з'явилася на липневому шоу Bash at the Beach під час поєдинку між Шейном Дугласом і Баффом Бейгвеллом. Після матчу Вілсон і Дуглас покинули ринг разом, що призвело до ворожнечі між Кідманом і Дугласом. У вересні на Fall Brawl Торрі і Дуглас перемогли Кідмана і Медузу в змішаному командному бою. У грудні 2000 року Вілсон була звільнена з WCW.

### World Wrestling Entertainment (2001—2008)

#### Вторгнення (2001)
28 червня 2001 року Вілсон дебютувала у WWE SmackDown! як член угруповання Альянс під час сюжетної лінії WWE — Вторгнення. Її першою сюжетною лінією стало зображення любовної інтриги з Вінсом Макменом. Вона часто виступала в парі зі Стейсі Кіблер. Обидві дівчини дебютували на рингу шоу InVasion, взявши участь у матчі «Бюстгальтер і трусики», де їхніми суперницями стали Літа і Тріш Стратус. Останнім вдалося роздягнути Вілсон і Кіблер до нижньої білизни і виграти бій. Наступного вечора на шоу Raw Торрі перемогла Стратус у матчі Лопатка на жердині. Попри нестачу борцівського досвіду, Вілсон, Кіблер і Айворі часто ворогували з іншими дівами, а також втручалися в поєдинки на стороні реслерів Альянсу. Під час Вторгнення вона стала улюбленицею публіки. Тоді ж у неї почався телевізійний роман з Таджирі, що призвело до того, що Кіблер стала ворогувати з Торрі і останній довелося покинути Альянс. На шоу No Mercy Вілсон перемогла Кіблер у матчі в нижній білизні.

#### Стосунки з Таджирі, ворожнеча з Дон Марі (2002—2003)
У квітні 2002 року, під час розділення брендів WWE, Вілсон перейшла на бренд SmackDown!. Невдовзі після цього, як сюжетна лінія, Таджирі став сильно ревнувати до Торрі через велику увагу до неї з боку інших реслерів. Він змусив її носити одяг гейші і під час виходів на ринг погано поводився з нею. Втомившись від такого поводження, під час бою Таджирі з Ураганом, вона залізла на коментаторський стіл і зняла з себе одяг. Ураган скористався розгубленістю Таджирі й зумів утримати останнього. На шоу Rebellion Торрі та Біллі Кідман перемогли Джона Сіну і Дон Марі в змішаному командному матчі.
У 2002—2003 роках Вілсон ворогувала з Дон Марі. Тоді ж сценарист Smackdown Пол Гейман запропонував створити сюжетну лінію з її батьком або найняти актора, який його зіграє. Батько Торрі, Ел Вілсон, погодився взяти участь в шоу і почалася сюжетна лінія, згідно з якою Дон Марі намагалася вийти заміж за батька Торрі. Вона також висловлювала наявність почуттів до самої Торрі, і обидві навіть цілувалися на камеру. Дон запропонувала скасувати весілля, якщо Торрі погодитися провести з нею ніч в готелі. Однак цього не сталося, і Дон вийшла заміж за Ела. Церемонія одруження пройшла під час одного з випусків SmackDown!, а наречені були одягнені тільки в нижню білизну. Потім, згідно з сюжетною лінією, Ел помер у весільній подорожі від серцевого нападу під час заняття сексом з Марі. Заради помсти, Торрі здобула перемогу над Марі на жовтневому шоу No Mercy, а потім і на Королівській битві у матчі, що дістав назву «Мачуха проти падчерки». Ворожнеча між двома реслерками тривала близько дев'яти місяців.

#### Playboy (2003—2004)

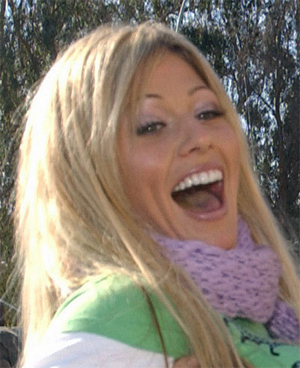
Вілсон у 2004 році

У травні 2003 року Вілсон знялася для журналу Playboy. За кілька місяців до цього показали невелику сюжетну лінію, згідно з якою Нідія стала заздрити Торрі, що її фотографія з'явиться на обкладинці журналу. Під час щотижневого шоу SmackDown! було показано невелике відео, як Нідія та її хлопець Джеймі Ноубл поїхали в особняк Playboy, щоб оскаржити вибір Г'ю Гефнера. У квітні 2003 року в одному з епізодів SmackDown! під час Playboy Coming Out Party у WWE, після чотирьох років відсутності, повернулася колишня Діва і дівчина з обкладинки Playboy Сейбл. На наступних шоу Сейбл почала грати з Вілсон, іноді спілкуючись з нею по-дружньому, а вже наступного разу — ні. Це призвело до конкурсу бікіні, який пройшов на шоу Judgment Day і переможцем якого стала Вілсон. Після конкурсу Вілсон поцілувала колишню чемпіонку серед жінок Сейбл. Невдовзі Торрі вперше у своїй кар'єрі взяла участь у поєдинку за чемпіонський титул. Чемпіонка WWE Моллі Голлі перервала фотосесію Торрі й викликала її на поєдинок, проте Вілсон не вдалося здобути в ньому перемогу. Продовжуючи ворожнечу з Нідією і Ноублом, Вілсон стала менеджером Біллі Ганна, який повернувся в WWE влітку 2003 року. Через деякий час всі чотири реслери сформували альянс проти Шаніки. Ця ворожнеча призвела до матчу з форою, в якому Вілсон і Нідія програли Шаниці.
У березні 2004 року Вілсон об'єдналася з Сейбл проти дів Raw Стейсі Кіблер і Джекі Гейди. Сюжетна лінія ґрунтувалася на заздрості дів до того, що Вілсон і Сейбл знімалася для журналу Playboy і що незабаром їхні фотографії знову будуть опубліковані в журналі. Після тижня ворожнечі Вілсон і Сейбл здобули перемогу над Кіблер і Міс Джекі на Реслманії XX у матчі Playboy Evening Gown, де їм вдалося зняти зі своїх опоненток вечірні сукні. Пізніше того самого року Вілсон програла Сейбл на шоу Great American Bash.
У листопаді 2004 року Вілсон почала ворожнечу з Хіроко. 10 лютого 2005 року під час спеціального випуску SmackDown! (запис шоу пройшов 4 лютого в Японії), Торрі перемогла Хіроко в матчі в кімоно, зумівши зняти його з суперниці. На шоу The Great American Bash пройшов матч «Бюстгальтер і трусики» між Торрі та Меліною Перес, зі спеціальним рефері Кендіс Мішель. Перес здобула перемогу над Вілсон у поєдинку, а потім і в матчі-реванші завдяки допомозі Джилліан Холл.

#### Raw і Дияволи Вінса (2005—2006)

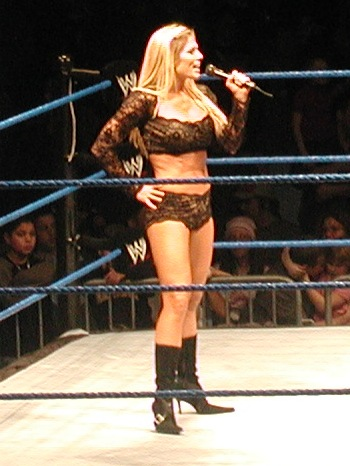
Вілсон у ролі ринганонсерки

21 серпня 2005 року Вілсон разом з Кендіс Мішель перейшли на бренд Raw. Вілсон почала відігравати роль гіла, напавши на Ешлі Массаро. Вона і Кендіс кілька тижнів ворогували з Массаро, часто нападаючи на неї й заважаючи проводити бої. 12 вересня 2005 року Массаро разом з Тріш Стратус. яка повернулася, змогли разом дати їм відсіч. На шоу Unforgiven пройшов командний матч, у якому Массаро і Стратус здобули перемогу. На шоу WWE Homecoming Стратус і Массаро знову здобули перемогу над Вілсон, Кендіс і Вікторією у першому в історії нерівному бою двох проти трьох у бюстгальтерах і трусиках, де переможниці повинні були роздягнути всіх своїх опоненток.
Після цього Вілсон на деякий час зникла з телевізійних шоу WWE, що призвело до чуток про її звільнення з федерації. Насправді ж, вона не виступала з особистих причин. Деякі ЗМІ навіть пропонували допомогу в пошуках для неї роботи. Щоб розвіяти чутки, WWE опублікувало заяву Вілсон, у якому вона спростувала своє звільнення. У заяві вона пожартувала, що їй треба «подзвонити в WWE і запитати, чи не забули вони звільнити мене».
18 листопада Вілсон повернулася і разом з Кендіс та Вікторією знову почала ворожнечу проти Стратус, Массаро та їхньої нової союзниці Міккі Джеймс. Дияволи Вінса стали нетривалим альянсом. Після того як Кендіс і Вікторія напали на Вілсон, вона стала улюбленицею публіки. Сюжетна лінія ворожнечі Кендіс і Вілсон призвела до бою подушками Playboy на Реслманії 22. Перемогу в матчі здобула Вілсон, однак їхня ворожнеча продовжувалася ще якийсь час. 12 червня 2006 року Вілсон перемогла Кендіс у першому в історії матчі «Wet and Wild», у якому використовувалися кульки, наповнені водою, і водяні пістолети. Переможниця здобула право знятися для обкладинки літнього спеціального видання WWE 2006 року.

#### Різні сюжетні лінії та звільнення (2006—2008)

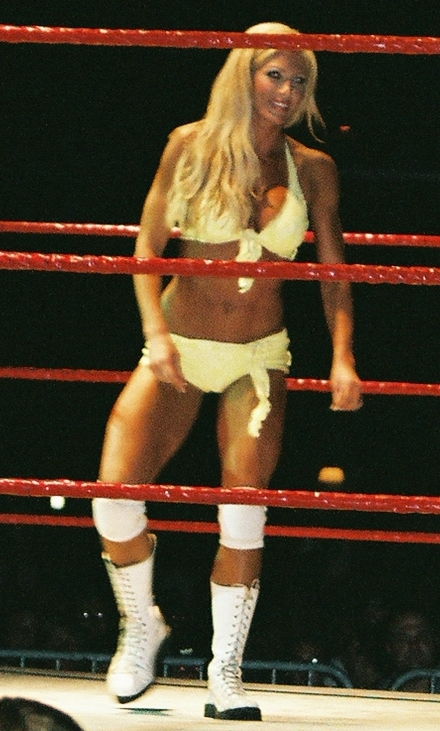
Вілсон 2006

22 серпня 2006 року Вілсон представляла бренд RAW на конкурсі бікіні, що проходив на шоу ECW, де її суперницею стала діва ECW Келлі Келлі. Після завершення конкурсу, який так і не виявив переможниці, вона разом з Томі Дрімером і Сендменом взяла участь у командному бою проти Келлі Келлі, Майка Нокса і Теста. Перемогу в матчі здобула команда Торрі.
Наприкінці 2006 року у Вілсон почався телевізійний роман з Карліто. 27 листопада Торрі взяла участь у королівському бою дів переможниця якого ставала першою претенденткою на участь у матчі за чемпіонський титул, однак перемогу здобула Вікторія. 11 грудня Вікторія перемогла Торрі внаслідок втручання Кріса Мастерса, який застосував проти Вілсон свій улюблений прийом мастер лок. У цей час вона також стала з'являтися з Карліто, часто супроводжуючи його під час виходу на ринг. У травні 2007 року Карліто став ворогувати зі своїм колишнім товаришем по команді Ріком Флером і звинувачувати Вілсон у своїх поразках. Пара остаточно розлучилася 11 червня, коли Вілсон в результаті драфту 2007 року перейшла в SmackDown!.
На шоу Summerslam Вілсон взяла участь у королівському бою перших претенденток, у якому перемогу здобула Бет Фенікс. 21 вересня Торрі стала однією з подружок наречених під час весілля Теодора Лонга і Крістал Маршалл. 28 вересня, під час поєдинку Вікторії проти Торрі, на останню напала Кріссі Вейн, яка тільки що дебютувала в WWE, однак їхня ворожнеча швидко закінчилася, оскільки Вейн невдовзі покинула компанію. На шоу Cyber Sunday Торрі, одягнена в костюм гравця в американський футбол, взяла участь у конкурсі костюмів дів на Хелловіні. 29 жовтня Вілсон взяла участь у королівському бою дів, приуроченому до Хелловіну. Протримавшись майже до кінця матчу, вона змогла вибити Вікторію, але в підсумку її вибила з рингу Келлі Келлі. 16 листопада Торрі разом з Міккі Джеймс програла в командному матчі Бет Фенікс і Вікторії. На шоу Survivor Series Вілсон була в команді Джеймс, яка перемогла команду Бет Фенікс. Остання поява Вілсон у WWE відбулася 23 листопада, коли вона перемогла Вікторію. У листопаді Торрі взяла тайм-аут у виступах через травму спини. 8 травня 2008 року Вілсон була звільнена з WWE.

## Стиль і роль у WWE
На початку своєї кар'єри в реслінгу Вілсон здебільшого знімалася в сюжетних лініях поза рингом, які глядачам показували під час шоу на телеекранах. Вона також часто супроводжувала реслерів під час їх виходу на ринг і брала участь у конкурсах бікіні. Пізніше, коли Торрі стала виступати на ринзі, вона брала участь в поєдинках в нижній білизні або в матчах, метою яких було роздягнути опонентку. В інтерв'ю IGN Вілсон розповіла, що вона не дуже любила такого типу матчі, вважаючи, що її атлетичні здібності цінуються менше, ніж виходи в одних трусиках і її дуже радували можливості вийти на ринг у звичайних поєдинках проти таких реслерок, як Вікторія. Під час виступу у WWE Марія мала кілька ф'юдів з такими реслерками, як Таджирі, Дон Марі, Нідія, Сейбл, Стейсі Кіблер, Ешлі Массаро і Вікторія. Вона відігравала ролі як фейса, так і хіла, наприклад, перейшовши в бренд Raw в 2005 році вона напала на Ешлі Массаро, що призвело до тривалої ворожнечі між двома реслерками. Після повідомлення про її звільнення британська газета The Sun написала: «Хоча Торрі не запам'ятається своїми боями, але вона була однією з найщиріших і найвродливіших дівчат в історії WWE. Завжди привітна з фанатами і відкрита під час інтерв'ю, Вілсон буде не вистачати всім, хто стежить за спортом або висвітлює його».

## Інші проєкти
Крім журналу Playboy, Вілсон знялася для обкладинок кількох журналів, включаючи зйомку у вересні 2006 року для журналу FHM. У 2007 році журнал FHM поставив її на 43-тє місце в списку «найсексуальніших жінок у світі». Вона двічі потрапляла в списки AskMen.com «найбажаніших жінок у світі», під номером 22 у 2006 році і під номером 65 у 2007 році.
У квітні 2007 року Вілсон, разом з кількома дівами WWE знялась в музичному кліпі Тімбаленда на пісню «Throw It On Me». Того самого року її запросили разом з кількома іншими знаменитостями на Всесвітні літні спеціальні Олімпійські ігри в Шанхаї. 6 лютого 2008 року вона з'явилася на шоу Проект Подіум, у якому завданням для учасниць стало створити форму для виступів кільком дівам. У квітні 2009 року вона підписала контракт з телеканалом NBC на участь у ріелиті-шоу I'm a Celebrity…Get Me out of Here!, прем'єра якого пройшла в червні. У фіналі сезону Вілсон посіла друге місце, поступившись перемогою Лу Даймонд Філіпсу. У грудні 2011 року Торрі разом з Кендіс Мішель знялась в музичному кліпі Ліліан Гарсії на пісню «U Drive Me Loca».

## Особисте життя
За словами Вілсон, у дитинстві вона не дивилася реслінг, але коли прийшла в цю індустрію, стала фанаткою Галка Гогана. Під час роботи у WWE вона 300 днів на рік була в роз'їздах. Разом з собою вона возила мальтійську болонку Хло. Принаймні 4 рази на тиждень вона тренувалася. Зазвичай її тренування складалися з години вправ для зміцнення серцево-судинної системи і півгодини силового тренування. Вілсон підтримує дружні стосунки зі Стейсі Кіблер. Свого часу вони були сусідками по кімнаті в Лос-Анджелесі.
11 липня 2003 року Вілсон одружилася з Пітером Гранером (виступає під ім'ям Біллі Кідмен), з яким зустрічалася чотири роки. У вільний від роз'їздів час вони жили в Тампі (штат Флорида). 2008 року вони офіційно розлучилися. Від середини 2006 року вона почала зустрічатися з Ніком Мічтеллом, колишнім реслером WWE, з яким створила лінію одягу Officially Jaded. Разом вони відкрили магазин у Зе-Вудлендс (штат Техас). 14 вересня 2008 року вона з'явилася на щорічному заході Wrestler's Rescue, що проходив у Піскатевей (штат Нью-Джерсі). Метою цього заходу було привернути увагу і зібрати гроші для підтримки здоров'я колишніх реслерів.
З грудня 2011 року Вілсон почала зустрічатися з бейсболістом «Нью-Йорк Янкіз» Алексом Родрігесом.

## Улюблені прийоми
- Завершальні прийоми
  - Nose Job (Sitout facebuster[en]) — 2005—2008
  - Torrie-nado DDT (Runing or diving tornado DDT[en]) — 2002—2003
  - Snap DDT — 2004—2005
  - Swinging neckbreaker — 2002—2004 , коронний 2005—2007
- Коронні прийоми
  - Baseball slide[en]
  - Big splash[48]
  - Corner lariat
  - Facial (Stinkface)
  - Schoolgirl[en]
  - Snap suplex[en]
  - Tilt-a-whirl[en]

- Музичні теми
  - «Need a Little Time» Ліліан Гарсія (2003—2005)
  - «Not Enough for Me» Джим Джонстон (вересень 2005—травень 2006)
  - «A Girl Like That» Eleventh Hour (травень 2006—травень 2008)[49]

## Титули та досягнення
- Bleacher Report
  - Bleacher Report поставив її на 1 місце списку 25 найбільш гарячих дів WWE[50]
  - Bleacher Report поставив Торрі і Сэйбл на 1 місце в списку дів, що знялися для журналу Playboy[51]
  - Bleacher Report поставив обкладинку Playboy з фотографією Торрі на 3 місце в списку дів, що знялися для журналу Playboy[52]

- Diva Dirt
  - Diva Dirt поставило Торрі на 1 місце в списку SmackDown! 5 for 500[53]

- Pro Wrestling Illustrated
  - Жінка року 2001, 2002, 2003 (четверте місце)

- World Wrestling Entertainment
  - Golden Thong Award (2002)[54]
  - WWE.com поставило Вілсон на 25 місце в списку 25 найбільш захопливих жінок[55]

- Інші титули
  - Міс Галактика (1998)

- I'm a Celebrity…Get Me Out of Here! (2 сезон у США)
  - Посіла друге місце[56]

- Playboy
  - Її фотографія з'явилася на обкладинці травневого номера (2003)
  - Її фотографія (разом з Сейбл) з'явилася на обкладинці березневого номера (2004)

- Ask Men.com
  - Найбажаніші жінки у світі — 22 місце (2006)
  - Найбажаніші жінки у світі — 65 місце (2007)

- FHM
  - FHM поставило Торрі на 43 місце серед 100 найсексуальніших жінок у світі (2007)